# Schefflera santosii
Schefflera santosii är en araliaväxtart som beskrevs av Elmer Drew Merrill. Schefflera santosii ingår i släktet Schefflera och familjen araliaväxter. Inga underarter finns listade.